# Escouade de contre-terrorisme et de libération d'otages
L’escouade de contre-terrorisme et de libération d'otages (ECTLO), était une unité d'intervention de la Marine française, basée à Lorient, destinée à la lutte contre les attaques maritimes, les actes de piraterie et les prises d'otages à bord de navires. Ses missions sont désormais assurées par les commandos Hubert, Jaubert et Trépel,.

## Historique et organisation
L’ECTLO était une unité militaire issue de l'ancien « groupe de combat en milieu clos » (GCMC), renommé à l'occasion du plan « Commando 2001 », lequel a réformé l'organisation des commandos marine. Le GCMC, créé en 1994, était lui-même l'héritier de l’ÉLIS (pour « équipe légère d'intervention spéciale »).
L’ECTLO comprenait trente militaires répartis en deux groupes (GCTLO) de quinze commandos marine, l'un étant rattaché au commando Jaubert, l'autre au commando Trépel.